# Divisoria Congo-Nilo

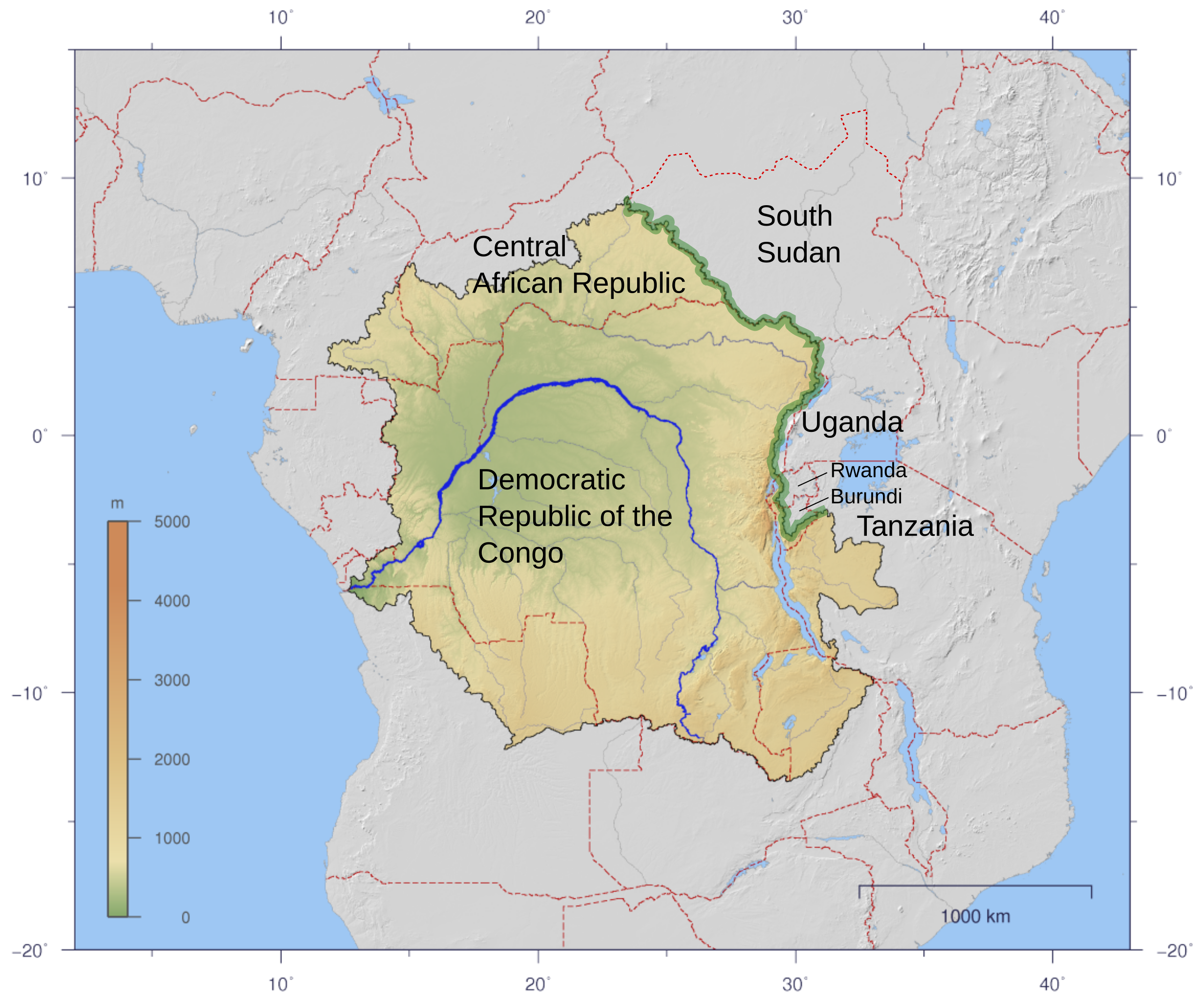
Cuenca del Congo con la divisoria entre ella y la cuenca del Nilo, al este, resaltado en verde.

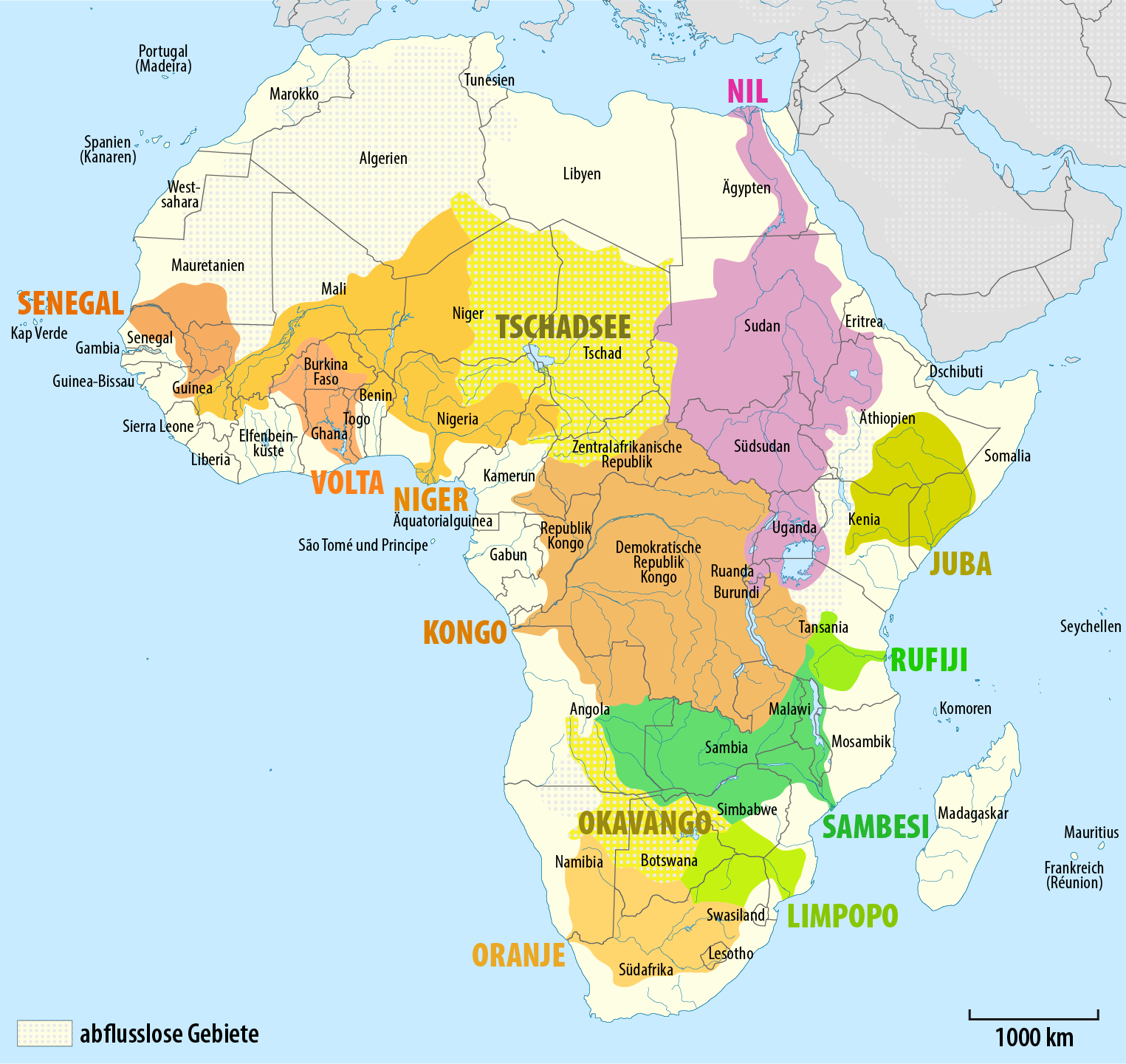
Las principales cuencas hidrográficas de África: la del Nilo está en morado y la del Congo en marrón.

La divisoria Congo-Nilo (o cuenca Nilo Congo) es una de las principales divisorias continentales de África, la que separa las cuencas de drenaje de los ríos Nilo y Congo. La cuenca del Congo —que drena 3 700 000 km² y pertenece a tres países— y la cuenca del Nilo —que drena 3 254 555 km² y es parte de once países— son dos de las principales cuencas del mundo (la 3.ª y la 5.ª). La línea divisoria Congo-Nilo tiene una longitud de cerca de 2000 km y discurre, o es frontera, de ocho países: República Centroafricana, Sudán, Sudán del Sur, República Democrática del Congo, Uganda, Ruanda, Burundi y Tanzania.
Hay varias secciones, geológica y geográficamente distintas, entre el punto más septentrional de la divisoria en la frontera entre la República Centroafricana y Sudán del Sur —donde las cuencas del Nilo y del Congo lindan con la cuenca del Chad—, y el punto más meridional, en Tanzania, al suroeste del lago Victoria, donde divergen finalmente las cuencas del Nilo y del Congo.
Los nativos que viven a lo largo de la divisoria son diversos, principalmente hablantes de lenguas sudánicas centrales en la parte norte y de lenguas bantúes más al sur.
Al final del siglo XIX los colonialistas europeos utilizaron la divisoria Congo-Nilo como límite entre los territorios controlados por los británicos, hacia el este, y los territorios controlados por los franceses y los belgas, al oeste. Esto se decidió en un momento en que pocos europeos habían visitado la zona, que aún no se había cartografiado, y supuo la separación de los miembros de algunos grupos étnicos que vivíanen ambos lados de la división.

## Descripción de la divisoria

### Sección septentrional: Sudán

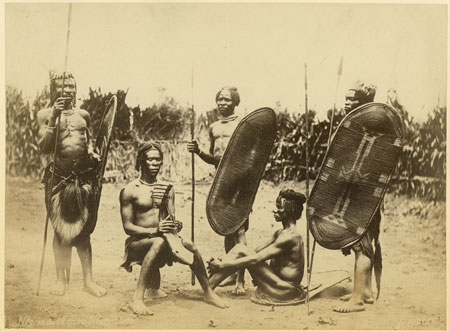
Nativos azandes ca. 1880. Su territorio estaba a ambos lados de la sección norte de la línea divisoria, que se hizo una frontera internacional en la Conferencia de Berlín.

La divisoria continental Congo-Nilo comienza en el punto donde se encuentran las cuencas del Congo, del Chad y del Nilo, y se dirige en dirección sureste, y luego al sur, formando desde su inicio la frontera internacional entre Sudán del Sur y Uganda, al este, y entre la República Centroafricana y la República Democrática del Congo, al oeste.
La región de la meseta de Ironstone, entre Sudán del Sur y el sur de Sudán y el Congo, es cortada por numerosos arroyos que han formado valles empinados y estrechos. Los vastos humedales del Sudd, en Sudán del Sur, están alimentados por el río Bahr el-Jebel —«río de las montañas», la rama principal del río Nilo Blanco— que drena el lago Alberto y el lago Victoria en el sur, y también de diez ríos más pequeños que descienden de la divisoria Congo-Nilo, en la meseta de Ironstone, que en conjunto proporcionan 20 000 hm³ de agua al año y se unen en la cuenca del río el-Ghazal. 
La sección norte de la divisoria es de fácil recorrido y puede haber sido, en la Edad del Hierro, la principal vía para la expansión bantú hacia el este y el sur. La combinación de la deforestación —causada por la plantación de semillas para la agricultura— y la tenencia de ganado en propiedad y los cambios en la tecnología de las armas, con la introducción del hierro, puede haber permitido a las tribus hablantes bantúes migrar hacia el sur a través de la región a Buganda, hace no más de 1500 años. A partir de ahí, habrían permanecido aún más al sur.
Los pueblos que ahora viven a lo largo de la divisoria Congo-Nilo en Sudán del Sur hablan lenguas sudánicas centrales, e incluyen al pueblo kresh. Habían vivido al oeste de la divisoria, en la región al sur del lago Chad, pero se vieron obligados a desplazarse al este y al sur con la expansión de las poblaciones que llegaban de más al oeste.
Los europeos sabían poco sobre la zona en 1885, cuando establecieron el límite entre las esferas de influencia belga y francesa, hacia el oeste, y la esfera de influencia británica, al este. La línea pasaba por el territorio de los azande, que vivían en los bosques densos del extremo suroeste de lo que hoy es Sudán del Sur y el noreste de lo que hoy es la República Democrática del Congo. Alrededor del 29% de ellos vivían entonces en el Sudán, el 68% en el Congo y el resto en la colonia francesa de Ubangui-Chari, ahora en la República Centroafricana.

### Sección central: al oeste del rift albertino

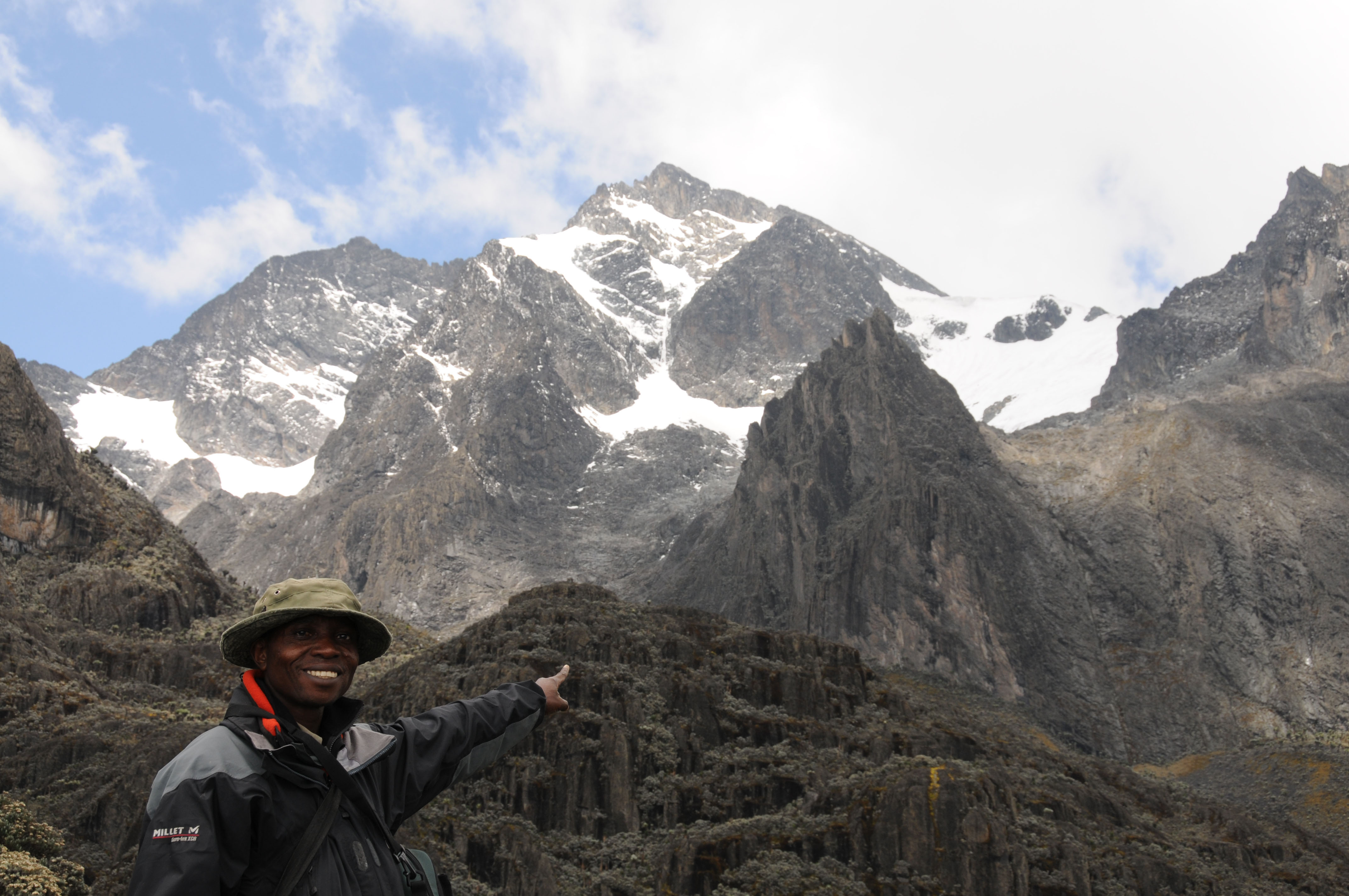
Las nevadas montañas Ruwenzori en la parte central de la divisoria, al oeste de la falla Albertina.

En la sección central, la divisoria se extiende a lo largo de las montañas que forman el flanco oeste de la falla albertina, desde el lago Alberto, en el norte, pasando por el lago Edward y yendo hacia el extremo norte del lago Kivu. La divisoria cruza la falla albertina siguiendo la línea de las montañas Virunga, al norte del lago Kivu.
El macizo de Virunga, en la frontera entre Ruanda y la República Democrática del Congo, consiste en un grupo de ocho volcanes. Dos de ellos, el Nyamuragira y el Nyiragongo, están todavía muy activos. Al sur de las Virunga, el lago Kivu desagua hacia el sur en el lago Tanganica a través del río Ruzizi. El lago Tanganica drena luego en el río Congo a través del río Lukuga. Parece probable que el actual sistema hidrológico se haya establecido recientemente cuando los volcanes del macizo Virunga entraron en erupción y pudieron haber bloqueado el correr del agua hacia el norte, desde el lago Kivu al lago Edward, haciendo que en su lugar descargasen hacia el sur, en el lago Tanganica. Antes, el lago Tanganica, o las subcuencas separadas en lo que hoy es el lago, pueden no haber tenido ninguna salida más que la evaporación.

### Sección sur: al este del rift albertino

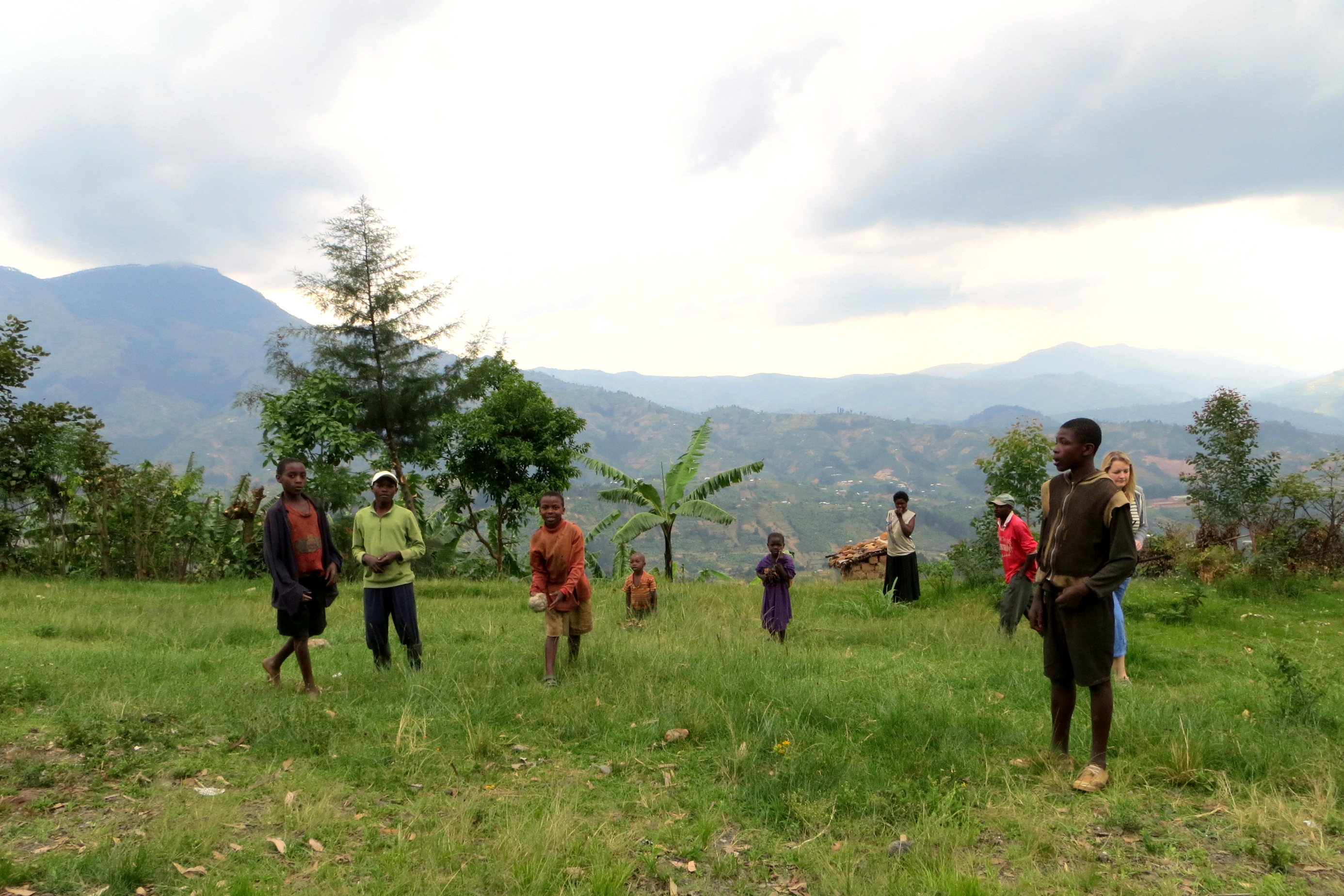
Montañas en Ruanda. Los volcanes del fondo son las montañas Virunga, hogar de los gorilas de montaña, una especie en peligro de extinción crítica.

En el sur, la divisoria se extiende desde un punto próximo a la esquina suroeste del lago Victoria en dirección suroeste a través de Tanzania y Burundi hasta las montañas que forman la pared oriental del Rift albertino. La divisoria sigue hacia el norte a lo largo de las crestas de estas montañas hasta el este del lago Tanganyika y el lago Kivu.
Esta región incluye el bosque de Nyungwe, en Ruanda, y el parque nacional de Kibira, en Burundi. Los parques proporcionan un refugio para diversos primates de interés para la conservación, y también para especies de aves y plantas raras. En torno a estas zonas protegidas, las tierras están muy pobladas y se practica intensamente la agricultura. La agricultura es difícil en la región, donde los picos pueden tener más de 3000 m de altitud. Los parques están bajo la presión de la gente que vive cerca de ellos. El río Rukarara nace en la región boscosa del sur de Ruanda, al este de la línea divisoria. La fuente del Rukarara se sabe ahora que es la fuente global del Nilo, el punto a mayor distancia fluvial aguas arriba de la desembocadura del río.

## Exploración europea y establecimiento de límites

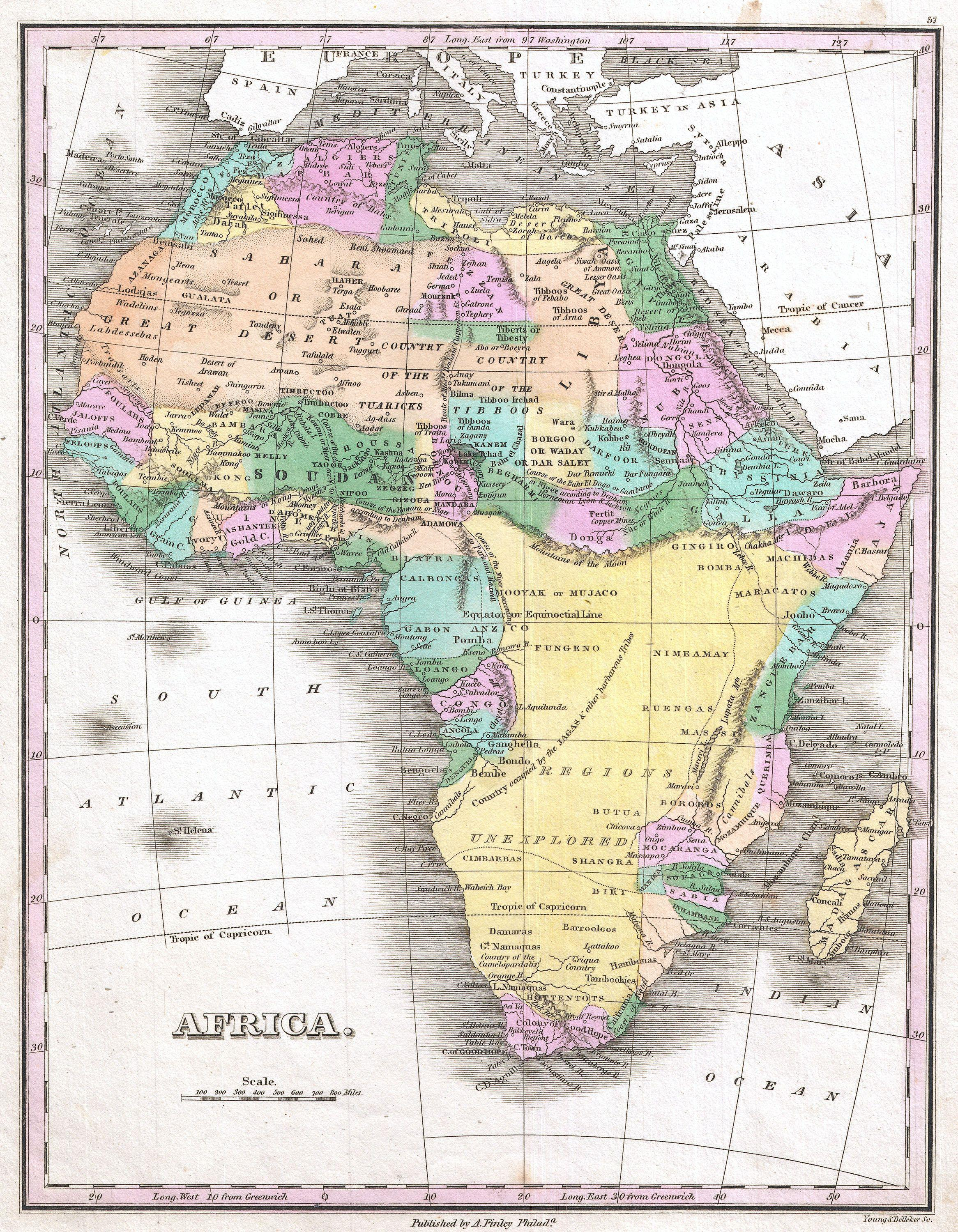
Un mapa de 1827, que refleja que se pensaba que la cuenca del Congo sería mucho más pequeña, y que el Nilo nacía en las montañas de la Luna, al oeste del actual Sudán del Sur. La costa se representa con exactitud, pero el interior y los Grandes Lagos eran desconocidos.

El acceso a la meseta de los Grandes Lagos de África Oriental era difícil para los exploradores europeos del siglo XIX, con inhóspitas tierras áridas o semiáridas, en el norte, este y sureste, y los difíciles bosques de la cuenca del Congo, en el oeste. La ruta desde el sur a través de los lagos del valle del Rift, Nyasa y Tanganica, era más fácil, y el acceso a la divisoria Congo-Nilo desde el noroeste proporcionaba la ruta más fácil.
El río Ruzizi, que fluye hacia el sur en el lago Tanganica, es parte de la cuenca alta del río Congo. Los exploradores británicos del siglo XIX, como Richard Francis Burton y John Hanning Speke, desconocedores de la dirección del Ruzizi, pensaron que podría fluir hacia el norte saliendo del lago hacia el Nilo Blanco. Su reconocimiento y las exploraciones que siguieron encabezadas por David Livingstone y Henry Morton Stanley establecieron entre los europeos que no era así. El Ruzizi desemboca en el lago Tanganica, que a su vez desagua a través del río Lukuga, unos 120 km al sur de Ujiji. El Lukuga fluye a su vez hacia el oeste, desaguando en el río Lualaba, un importante afluente del Congo.
Otros exploradores europeos que ayudaron a trazar la región fueron Panayotis Potagos (1839-1903), Georg August Schweinfurth (1836–1925), que descubrió el río Uele —aunque equivocadamente pensó que desembocaba en la cuenca del Chad en lugar de en la del Congo—, Wilhelm Junker (1840-1892) —que corrigió las teorías hidrográficas de Schweinfurth sobre el Uele—, y Oskar Lenz (1848-1925).
En 1885, la Conferencia de Berlín acordó que la divisoria entre las cuencas del Nilo y el Congo constituiría la frontera entre el Sudán británico y el Estado del Congo. En virtud de un acuerdo de 12 de mayo de 1894 entre Gran Bretaña y el rey Leopoldo II de Bélgica, la esfera de influencia leopoldina del Estado Libre del Congo estaba limitada por «una frontera siguiendo el meridiano 30ºE de Greenwich hasta su intersección con la divisoria de aguas entre el Nilo y el Congo, y desde allí siguiendo la línea divisoria en dirección norte y noroeste».
En 1907, D.C.E. Comyn publicó un reconocimiento, Western Sources of the Nile [Fuentes occidentales del Nilo], en el Geographical Journal. Reclamaba ser el único vivo «blanco que había cruzado las cabeceras de todos los ríos desde el río Wau hasta el Bahr al-Arab». En 1911 Comyn, en su Service and Sport in the Sudan, describió los afluentes del Nilo que llegaban de la divisoria Congo-Nilo hacia el este de la República Centroafricana.
En 1915-1916, cuando la divisoria definió parte de la frontera occidental del Sudán anglo-egipcio, Cuthbert Christy exploró la zona y pensó que era un lugar adecuado para construir un ferrocarril.
Francia y Gran Bretaña llegaron a un acuerdo amistoso en 1919 para definir la frontera entre el Sudán anglo-egipcio y el África Ecuatorial Francesa. La frontera correría a lo largo de la línea divisoria del Nilo y el Congo hasta el paralelo 11ºN , y luego a lo largo de la frontera entre las tribus de Darfur y Wadi. La mayor parte de esta área antes no había sido explorada por los europeos. Una partida conjunta anglo-francesa partió de Jartum a finales de 1921 para reconocerla y cartografiarla. La sección a lo largo de la divisoria entre los paralelos 5ºN y 11ºN, donde el África Ecuatorial Francesa se encontraba con el Congo Belga, era densamente boscosa y estaba deshabitada. La expedición no podía comprar alimentos a los locales, por lo que tuvo que llevar todo lo que necesitaban. La fijación de la divisoria fue sumamente difícil. La técnica consistió en marchar asiguiendo la brújula hasta que se llegaba a un arroyo y luego seguirlo aguas arriba hasta su última fuente, que a menudo era un pantano, y determinar su ubicación. Los topógrafos sufrieron de la pobreza de la dieta —aunque había abundante caza—, de malaria y de las lluvias torrenciales. Les tomó dieciocho meses completar la tarea.